# Riccardo Bocalon
Riccardo Bocalon (Venezia, 3 marzo 1989) è un calciatore italiano, attaccante della Union Clodiense CS.

## Caratteristiche tecniche
Gioca come centravanti. Forte fisicamente e molto abile nel gioco aereo, possiede un buon senso del gol.
È soprannominato affettivamente Il Doge.

## Carriera

### Club

#### Esordi con Treviso, passaggio all'Inter e prestiti vari
Inizia a giocare a calcio nel Venezia, squadra in cui viene impiegato inizialmente come esterno di centrocampo. Nel campionato sperimentale, contro le squadre professionistiche, con la maglia del Favaro, l'allenatore Trevisanello lo sposta in attacco. Viene poi notato dal Treviso, che lo inserisce nel proprio settore giovanile; nel 2008 passa alla primavera dell'Inter. Girato in prestito al Portogruaro, in Lega Pro, nel 2009-2010 è subito protagonista della storica promozione in Serie B dei granata, segnando il gol decisivo nella vittoria sul campo del Verona all'ultima giornata. Resta al Portogruaro anche nella stagione successiva in serie cadetta, ma poi, sempre di proprietà dell'Inter, passa di prestito nuovamente in Lega Pro, dove veste le maglie di Viareggio, Cremonese, Carpi e Südtirol, senza lasciare il segno.

#### Venezia, Prato e Alessandria
Nel gennaio 2013 passa al Venezia, in Lega Pro Seconda Divisione, dove risulta tra i trascinatori nella rimonta in classifica dei lagunari fino ai play-off (con 7 gol segnati in pochi mesi). Lì, nella finale di ritorno contro il Monza, sigla una doppietta determinante per il 3-2 al triplice fischio con cui gli arancioneroverdi vinceranno la partita e conquisteranno la promozione. Nella stagione 2013-14 Bocalon è ancora alla guida dell'attacco veneziano, chiudendo il campionato e l'esperienza in laguna da secondo nella classifica marcatori con 16 reti, le stesse che realizzerà l'annata successiva nelle file del Prato. Nel 2015-16 è acquistato dall'Alessandria, con cui è protagonista della Coppa Italia 2015-2016, segnando il gol decisivo nei supplementari degli ottavi di finale contro il Genoa e siglando una doppietta nei minuti finali ai quarti contro lo Spezia, che permette alla squadra piemontese militante in Lega Pro di rimontare lo svantaggio iniziale e di qualificarsi per una storica semifinale contro il Milan.

#### Salernitana e secondo ritorno al Venezia
Il 31 luglio 2017 passa a titolo definitivo alla Salernitana con la quale firma un contratto triennale. Il 4 settembre seguente, realizza la sua prima doppietta in maglia granata nella partita interna giocata contro la Ternana terminata (3-3). Il 28 ottobre realizza in 3' una doppietta che permette alla Salernitana di battere l'Empoli per 2-1. Chiude la stagione con 37 presenze e 10 goal, risultando il migliore marcatore della squadra.
Il 31 gennaio 2019 fa ritorno dopo quattro anni e mezzo al Venezia squadra della sua città natale, firmando un contratto fino al giugno 2022 con la società lagunare. Debutta il 3 febbraio nella sconfitta in casa del Benevento (3-0). L'11 marzo segna il primo gol con i lagunari nel pareggio casalingo con il Palermo (1-1).

#### Prestito al Pordenone e conquista della Serie A con il Venezia
Il 15 gennaio 2020 viene ceduto in prestito al Pordenone. Due giorni dopo esordisce con i neroverdi nella partita in casa del Frosinone, ed il 15 febbraio va a segno per la prima volta, realizzando il gol della bandiera nella sconfitta in casa del Benevento (2-1).
Finito il prestito con i friulani, a fine stagione fa il suo ritorno nella formazione lagunare. Il 14 dicembre 2020 torna a segnare con i veneti, realizzando il gol vittoria nella rimonta in casa della Reggina (2-1). Dopo una stagione di alti e bassi partendo quasi sempre dalla panchina, il 27 maggio 2021 nella finale del ritorno dei playoff della Lega B realizza il gol del pareggio allo scadere del secondo tempo assicurando, di fatto, il passaggio nella serie superiore, in Serie A guadagnandosi così l'appellativo di "doge" o re della capitale della serenissima veneta.
Per l'inizio della stagione 2021-2022, con la squadra in massima serie, è fuori rosa.

#### Trento, Mantova e Aglianese
Il 4 febbraio 2022 passa a titolo definitivo al Trento.Il 16 febbraio successivo segna la prima rete con la sua nuova squadra, nel successo per 2-1 in casa del Fiorenzuola. 
L'11 gennaio 2023 passa a titolo definitivo al Mantova. Il 14 gennaio segna la prima rete al debutto nel successo per 2-0 ai danni della Pro Patria. Termina la stagione con 11 reti in 14 partite trascinando il team virgiliano al sedicesimo posto anche se poi viene sconfitto dall'AlbinoLeffe , diciannovesimo, ai playout.
L'anno successivo, svincolatosi dal Mantova causa la retrocessione (anche se poi il Mantova sarà riammesso), firma un contratto con il club pistoiese dell'Aglianese, militante in Serie D, dove raccoglie 15 presenze complessivamente, prima di risolvere il contratto ad inizio gennaio 2024.

#### Renate
Il 5 gennaio 2024 firma un accordo fino al termine della stagione con il Renate, in Serie C.Confermato a nche per la stagione successiva lascia il club il 30 giugno 2025.

#### Union Clodiense
il 8 luglio 2025 viene annunciato il suo ingaggio per il team veneziano della Union Clodiense CS, appena retrocesso in Serie D.

## Statistiche

### Presenze e reti nei club
Statistiche aggiornate al 7 maggio 2025.
| Stagione           | Squadra            | Campionato         | Campionato | Campionato | Coppe nazionali | Coppe nazionali | Coppe nazionali | Coppe continentali | Coppe continentali | Coppe continentali | Altre coppe | Altre coppe | Altre coppe | Totale | Totale |
| Stagione           | Squadra            | Comp               | Pres       | Reti       | Comp            | Pres            | Reti            | Comp               | Pres               | Reti               | Comp        | Pres        | Reti        | Pres   | Reti   |
| ------------------ | ------------------ | ------------------ | ---------- | ---------- | --------------- | --------------- | --------------- | ------------------ | ------------------ | ------------------ | ----------- | ----------- | ----------- | ------ | ------ |
| 2007-2008          | Treviso            | B                  | 4          | 0          | CI              | 0               | 0               | -                  | -                  | -                  | -           | -           | -           | 4      | 0      |
| 2008-2009          | Inter              | A                  | 0          | 0          | CI              | 0               | 0               | UCL                | 0                  | 0                  | SI          | 0           | 0           | 0      | 0      |
| 2009-2010          | Portogruaro        | 1D                 | 33         | 4          | CI-LP           | 2               | 2               | -                  | -                  | -                  | SL-PD       | 2           | 1           | 37     | 7      |
| 2010-gen. 2011     | Portogruaro        | B                  | 13         | 0          | CI              | 2               | 0               | -                  | -                  | -                  | -           | -           | -           | 15     | 0      |
| Totale Portogruaro | Totale Portogruaro | Totale Portogruaro | 46         | 4          |                 | 4               | 2               |                    | -                  | -                  |             | 2           | 1           | 52     | 7      |
| gen.-giu. 2011     | Viareggio          | 1D                 | 14+2       | 5+3        | CI-LP           | -               | -               | -                  | -                  | -                  | -           | -           | -           | 16     | 8      |
| 2011-gen. 2012     | Cremonese          | 1D                 | 18         | 3          | CI-LP           | 4               | 3               | -                  | -                  | -                  | -           | -           | -           | 22     | 6      |
| gen.-giu. 2012     | Carpi              | 1D                 | 6+3        | 1          | CI+CI-LP        | -               | -               | -                  | -                  | -                  | -           | -           | -           | 9      | 1      |
| 2012-gen. 2013     | Südtirol           | 1D                 | 6          | 1          | CI+CI-LP        | 2+0             | 0               | -                  | -                  | -                  | -           | -           | -           | 8      | 1      |
| gen.-giu. 2013     | Venezia            | 2D                 | 11+3       | 6+2        | CI-LP           | -               | -               | -                  | -                  | -                  | -           | -           | -           | 14     | 8      |
| 2013-2014          | Venezia            | 1D                 | 29         | 17         | CI+CI-LP        | 1+1             | 1+0             | -                  | -                  | -                  | -           | -           | -           | 31     | 18     |
| 2014-2015          | Prato              | LP                 | 35         | 16         | CI+CI-LP        | 0               | 0               | -                  | -                  | -                  | -           | -           | -           | 35     | 16     |
| 2015-2016          | Alessandria        | LP                 | 31+1       | 14         | CI+CI-LP        | 7+2             | 3+0             | -                  | -                  | -                  | -           | -           | -           | 41     | 17     |
| 2016-2017          | Alessandria        | LP                 | 37+5       | 20+1       | CI+CI-LP        | 2+0             | 1               | -                  | -                  | -                  | -           | -           | -           | 44     | 22     |
| Totale Alessandria | Totale Alessandria | Totale Alessandria | 68+6       | 34+1       |                 | 11              | 4               |                    | -                  | -                  | -           | -           | -           | 85     | 39     |
| 2017-2018          | Salernitana        | B                  | 37         | 10         | CI              | 2               | 2               | -                  | -                  | -                  | -           | -           | -           | 39     | 12     |
| 2018-gen. 2019     | Salernitana        | B                  | 18         | 5          | CI              | 2               | 2               | -                  | -                  | -                  | -           | -           | -           | 20     | 7      |
| Totale Salernitana | Totale Salernitana | Totale Salernitana | 55         | 15         |                 | 4               | 4               |                    | -                  | -                  | -           | -           | -           | 59     | 19     |
| gen.-giu. 2019     | Venezia            | B                  | 15+2       | 3          | CI              | -               | -               | -                  | -                  | -                  | -           | -           | -           | 17     | 3      |
| 2019-gen. 2020     | Venezia            | B                  | 18         | 3          | CI              | 2               | 0               | -                  | -                  | -                  | -           | -           | -           | 20     | 3      |
| gen.-giu. 2020     | Pordenone          | B                  | 16+2       | 3          | CI              | -               | -               | -                  | -                  | -                  | -           | -           | -           | 18     | 3      |
| 2020-2021          | Venezia            | B                  | 27+3       | 2+1        | CI              | 0               | 0               | -                  | -                  | -                  | -           | -           | -           | 30     | 3      |
| 2021-feb. 2022     | Venezia            | A                  | 0          | 0          | CI              | 0               | 0               | -                  | -                  | -                  | -           | -           | -           | 0      | 0      |
| Totale Venezia     | Totale Venezia     | Totale Venezia     | 100+8      | 31+3       |                 | 4               | 1               |                    | -                  | -                  | -           | -           | -           | 112    | 35     |
| feb.-giu. 2022     | Trento             | C                  | 14+2       | 6+1        | CI-C            | -               | -               | -                  | -                  | -                  | -           | -           | -           | 16     | 7      |
| 2022-gen.2023      | Trento             | C                  | 18         | 3          | CI-C            | 0               | 0               | -                  | -                  | -                  | -           | -           | -           | 18     | 3      |
| Totale Trento      | Totale Trento      | Totale Trento      | 32+2       | 9+1        |                 | 0               | 0               |                    | -                  | -                  | -           | -           | -           | 34     | 10     |
| gen.-giu. 2023     | Mantova            | C                  | 14         | 11         | CI-C            | 0               | 0               | -                  | -                  | -                  | -           | -           | -           | 14     | 11     |
| 2023-gen. 2024     | Aglianese          | D                  | 14         | 4          | CI-D            | 1               | 0               | -                  | -                  | -                  | -           | -           | -           | 15     | 4      |
| gen.-giu. 2024     | Renate             | C                  | 19         | 6          | CI-C            | -               | -               | -                  | -                  | -                  | -           | -           | -           | 19     | 6      |
| 2024-2025          | Renate             | C                  | 30+2       | 3          | CI-C            | 1               | 1               | -                  | -                  | -                  | -           | -           | -           | 33     | 4      |
| Totale Renate      | Totale Renate      | Totale Renate      | 49+2       | 10         |                 | 1               | 1               |                    | -                  | -                  | -           | -           | -           | 52     | 10     |
| 2025-2026          | Union Clodiense CS | D                  | 0          | 0          | CI-D            | -               | -               | -                  | -                  | -                  | -           | -           | -           | 0      | 0      |
| Totale carriera    | Totale carriera    | Totale carriera    | 472+25     | 154+8      |                 | 31              | 15              |                    | 0                  | 0                  |             | 2           | 1           | 528    | 180    |

## Palmarès

### Club

#### Competizioni nazionali
- Lega Pro Prima Divisione: 1

Portogruaro: 2009-2010

### Individuale
- Capocannoniere della Lega Pro: 1

2016-2017 (Girone A, 20 gol, a pari merito con Pablo González)